# Zinsnock-Pluton
Der Zinsnock-Pluton, auch italienisch Plutone della Cima di Vila, ist eine oligozäne Intrusion im ostalpinen Grundgebirge Südtirols. Sie besteht vorwiegend aus Granodiorit und Tonalit. Zusammen mit anderen Plutonen bildet sie Teil der periadiatischen Intrusionen, die an der Grenze zwischen Südalpin und zentralem Ostalpin aufdrangen.

## Geographie
Der Zinsnock-Pluton, benannt nach dem 2528 Meter hohen Zinsnock, italienisch Cima di Vila, liegt in der Rieserfernergruppe etwa 10 Kilometer nordöstlich von Bruneck. Das Ostende der Intrusion beginnt etwa 2 Kilometer westlich von Antholz Obertal (Anterselva di Sopra). Der Gipfel des Zinsnock befindet sich knapp 5 Kilometer westlich von Antholz Mittertal auf dem von der Schwarzen Wand (3105 m) herabziehenden Südwestgrat. Der Rieserferner-Pluton wird nur 4 Kilometer weiter nördlich angetroffen.
Die in Ost-West-Richtung ausgelängte Intrusion verläuft unmittelbar nördlich des Defereggen-Antholz-Vals-Lineaments (DAV-Lineaments), einer bedeutenden, mit der Periadriatischen Naht in Verbindung stehenden, sinistralen Seitenverschiebung. Der Pluton ist rund 8 Kilometer lang und wird maximal einen Kilometer in Nord-Süd-Richtung breit.

## Geologie
Die Intrusion war im Oligozän in die grünschieferfaziellen, ostalpinen Alten Gneise südlich des Tauernfensters erfolgt, die zwischen der Rieserferner-Intrusion und dem DAV-Lineament eine breite, Ost-West-streichende Synklinale bilden. Dieses oberostalpine Grundgebirge ist polymetamorph und setzt sich aus hochgradigen Paragneisen, granitischen Pegmatiten (Orthogneisen), Amphiboliten, Quarziten und Marmoren zusammen. Die recht komplexen Gesteine wurden im Verlauf der variszischen Gebirgsbildung bereits amphibolitfaziell metamorphosiert, erlitten sodann die eoalpine Metamorphose vor 100 Millionen Jahren an der Wende Aptium/Cenomanium (weitgehende Mylonitisierung), die unter den physikalischen Bedingungen von 0,75 ±  0,15 Gigapascal  und 450 ± 50 °C ablief, sowie die spätalpine Tauernkristallisation unter Grünschieferbedingungen mit 350  ± 50 °C. Letztes Ereignis für sie war die vom Zinsnock-Pluton induzierte Kontaktmetamorphose mit Drucken zwischen 0,25 und 0,35 GPa und Temperaturen bis zu 620 °C. Der Kontakthof der Intrusion (Aureole) erstreck sich im Norden des Plutons bis zu 700 Meter ins Nebengestein. Eine Besonderheit der Mylonite innerhalb des Kontaktbereichs ist die statische Ummantelung von mikroperthitischen Alkalifeldspatporphyroklasten mit Myrmekit, der metasomatische Veränderungen im Nebengestein anzeigt.

## Geochemie
Die Gesteine des Zinsnock-Plutons sind alle kalkalkalisch, und zwar vorwiegend vom Hoch-K-Typus. Nur wenige Proben sind normal kalkalkalisch oder shoshonitisch. Sie sind, was die Hauptelemente anbetrifft, geochemisch mit den Gesteinen des Rieserferner-Plutons sehr nah verwandt. Dennoch bestehen wichtige Unterschiede bei einigen Spurenelementen und auch bei den Strontium-Isotopen. So besitzt beim Verhältnis 87Sr/86Sr der Zinsnock-Pluton mit Werten zwischen 0,7058 und 0,7113 eine wesentlich größere Streubreite als der Rieserferner-Pluton (87Sr/86Sr zwischen 0,7090 und 0,7110) und überschneidet sich daher mit ihm nur bei höher differenzierten Gliedern.
Das K2O/Na2O-Verhältnis bei mafischen Einschlüssen (für MgO > 3 Gewichtsprozent) schwankt zwischen 0,5 und 1,0, die Einschlüsse sind somit Natrium-betont. Die mafischen Einschlüsse im Rieserferner-Pluton zeigen eine wesentlich breitere Streuung von 0,4 bis 1,8, sind also teils Kalium-betont. Die mafischen Einschlüsse des benachbarten Rensen-Plutons sind hiervon deutlich abgesetzt und liegen alle unterhalb von 0,6  und sind stark Natrium-betont.

## Petrologie
Der Zinsnock-Pluton wird vorwiegend aus Biotit-führendem Granodiorit aufgebaut, untergeordnet tritt auch Tonalit (Biotit-Amphibol-Tonalit) auf. Er enthält ferner feinkörnige mafische Einschlüsse, so genannte MMEs (englisch microgrenular mafic enclaves) und nur erstaunlich wenige metamorphe Xenolithen. Seltene ultramafische Einschlüsse (Hornblendite) erscheinen in den Tonaliten. Im Spätstadium wurde die Intrusion von Gängen aus Granit und Aplit durchsetzt. Im Pluton finden sich somit drei verschiedene Magmentypen, ein mafisches Vorläufermagma, ein intermediäres Stammmagma und saure Restschmelzen.

### Petrogenese
Wie die Haupt- und Spurenelementverteilungen zeigen, sind diese drei Magmentypen nicht komagmatisch. Die mineralogischen und geochemischen Befunde lassen sich wesentlich besser durch ein Aufschmelzen der Unterkruste erklären, welches das intermediäre granodioritische Magma generierte. Die Tonalite dürften aus der räumlichen Vermischung (Interaktion, englisch mingling) eines sauren mit einem mafischen Mantelmagma hervorgegangen sein. Die Granite und Aplite hingegen sind wahrscheinlich durch fraktionierte Kristallisation entstanden oder sind abgetrennte Restschmelzen eines in situ kristallisierten granodioritischen Magmas.
Bei der Platznahme und Kristallisation des granodioritischen Wirtsmagmas muss es ebenfalls zu einer massiven Interaktion zwischen mafischen und sauren Magmen gekommen sein – erkennbar an der selektiven Anreicherung der Elemente Rubidium, Kalium und Barium in den mafischen Enklaven. Die leichten Seltenen Erden (LREE) sind hier jedoch abgereichert. Dieser Sachverhalt wird mit der Teilkristallisation des mafischen Magmas und einer Interaktion der Restschmelzen mit dem granodioritischen Wirtsmagma erklärt. Trotz der weitläufigen Austauschprozesse wurde aber  dennoch kein Gleichgewicht der Strontium-Isotopen zwischen saurem Magma und Enklaven erzielt. Die Strontium-Isotopenzusammensetzungen der spät kristallisierten granitischen und aplitischen Schmelzen wurde durch aus den Nebengesteinen eindringende Fluide beeinflusst.

## Alter
Borsi und Kollegen (1979) konnten mit Hilfe der Rubidium-Strontium-Datierung an Biotit und an Gesamtgesteinsproben ein Alter von 29,5 Millionen Jahren (Oberes Oligozän, Rupelium) ermitteln.